# WWE Crown Jewel Championship
Het WWE Crown Jewel Championship is een professioneel worstelkampioenschap dat gecreëerd werd en eigendom is van de Amerikaanse worstelorganisatie WWE.  en het zal elk jaar worden verdedigd tijdens het WWE Crown Jewel-worstelevenement. De huidige en eerste kampioen is Cody Rhodes. 

## Historie
Tijdens  Bad Blood op 5 oktober 2024 onthulde WWE Chief Content Officer Paul "Triple H" Levesque het nieuwe WWE Crown Jewel-kampioenschap, dat elk jaar verdedigd zal worden tijdens het Crown Jewel-evenement. Hij kondigde aan dat de eerste kampioen bepaald zou worden op Crown Jewel op 2 november 2024, wanneer World Heavyweight Champion Gunther het opneemt tegen Undisputed WWE Champion Cody Rhodes. 
Elk jaar zullen de wereldkampioenen van zowel de Raw- als de SmackDown-merken strijden om het Crown Jewel-kampioenschap. Echter, tijdens deze wedstrijd zullen het World Heavyweight en Undisputed WWE Championship niet op het spel staan, wat betekent dat de winnaar niet met het kampioenschap van de andere titelhouder naar huis gaat.
Tijdens het evenement versloeg Cody Rhodes Gunther om de eerste kampioen te worden. 

## Lijst van Crown Jewel Champions
| Nr. | Worstelaars | # | Datum           | Stad  | Evenement        | Aantekeningen                                                                        |
| --- | ----------- | - | --------------- | ----- | ---------------- | ------------------------------------------------------------------------------------ |
| 1   | Cody Rhodes | 1 | 2 november 2024 | Riyad | Crown Jewel 2024 | Cody Rhodes wint de titel in een wedstrijd tegen Gunther                             |
| 2   | nnb         | 1 | 11 oktober 2025 | Perth | Crown Jewel 2025 | Momenteel staat de wedstrijd gepland tussen Seth Rollins en titelhouder Cody Rhodes. |